# Bernard Baudoux
Bernard Baudoux (* 31. května 1928 Soissons, Francie) je bývalý francouzský sportovní šermíř, který se specializoval na šerm fleretem. Francii reprezentoval v padesátých letech. Na olympijských hrách startoval v roce 1956 v soutěži družstev. V roce 1958 obsadil třetí místo na mistrovství světa v soutěži jednotlivců. S francouzským družstvem fleretistů vybojoval na olympijských hrách 1956 stříbrnou olympijskou medaili a v roce 1958 vybojoval s družstvem titul mistrů světa.